# Verdienstkreuz (Lettland)

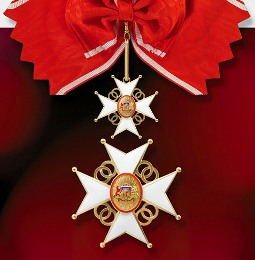
Verdienstkreuz

Das lettische Verdienstkreuz (lettisch Atzinības krusts, wörtlich „Kreuz der Anerkennung“) ist ein lettischer Zivilverdienstorden, der an alle In- und Ausländer verliehen werden kann, die sich für besondere Vaterlandsliebe und für besondere Verdienste auf staatlicher Ebene, bei der gesellschaftlichen, kulturellen, wissenschaftlichen Arbeit sowie in den Bereichen Sport und Bildung ausgezeichnet haben. Nach dem Drei-Sterne-Orden und dem Westhard-Orden ist er der niedrigste Verdienstorden Lettlands.

## Geschichte
Der Orden wurde als Ordre de la reconnaissance (lettisch Atzinības ordeņa, deutsch Orden der Dankbarkeit) als einklassiger Ritterorden im Herzogtum Kurland und Semgallen von Herzog Friedrich Wilhelm Kettler am Tag seiner Rückkehr aus dem Exil am 13. Mai 1710 in Liepāja gegründet. Gestiftet wurde der Orden aus Dankbarkeit für die Wiederherstellung des Herzogtums nach der ersten Phase des Großen Nordischen Kriegs. Vorbild war der Schwarze Adlerorden des Onkels Kettlers, Friedrich I. in Preußen.
Mit dem Tod des Stifters am 17. Januar 1711 erlosch der Orden.
1938 wurde er vom lettischen Diktator Kārlis Ulmanis als Verdienstorden unter dem heutigen Namen neubegründet. In der Lettischen SSR wurden nur sowjetische Orden und Ehrenzeichen verliehen. Seit 2004 wird der Orden von 1938 wieder verliehen.

## Ordensklassen
Der Orden besteht seit 1938 aus fünf Ordensklassen sowie einer affiliierten Verdienstmedaille.
1. Großkreuz
2. Großoffizier
3. Kommandeur
4. Offizier
5. Ordensträger
  - Goldene Ehrenmedaille
  - Silberne Ehrenmedaille
  - Bronzene Ehrenmedaille

## Dekoration und Trageweise
Das Ordenszeichen hat die Form eines Malteserkreuzes und ist weißemailiert. Die Kreuzspitzen sind jeweils mit kleinen Kügelchen besetzt. In der Kreuzmitte befindet sich ein ovales, goldgerändertes Medaillon, das im Avers das Wappen Lettlands und die Inschrift 1938 zeigt, im Revers das Wappen Kurlands und die Inschrift 1710. An drei Kreuzenden befindet sich die Ordensdevise Pour : les honnê:tes gens (Für die Verdienten).

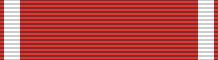
Bandschnalle

Das Ordensband ist rot mit silbernen Randstreifen. Die 1. Klasse trägt das Kreuz am Schulterband, die 2. und 3. Klasse am Hals (für Männer) oder an der Damenschleife (für Frauen), die 4. mit Rosette an der Brust, die 5. ohne Rosette. 1. und 2. Klasse tragen dazu einen achtstrahligen Bruststern mit dem Ordenszeichen.
Das Ordenskreuz entspricht weitestgehend dem von 1710, nur zeigte dessen Medaillon im Avers das Wappen Kurlands, im Revers die Initialen F.W. Getragen wurde das Kreuz um den Hals.

## Weblink
- Website des lettischen Staatspräsidenten (englisch)